# Szalay Balázs
Szalay Balázs (Dunaújváros, 1965. április 17. –) magyar autóversenyző, az Opel Dakar Team pilótája és tulajdonosa. 1996-ban állt rajthoz először a Dakar-ralin, azóta rendszeres résztvevője a sivatagi száguldásnak. Ő volt az első olyan magyar autóversenyző, aki sikerrel teljesítette a Dakar-rali távját, 2000-ben 15 alkalommal állt rajthoz a versenyen, és kilencszer célba is ért – legjobb eredménye a 20. hely, amelyet 2012-ben szerzett meg, 2019-ben pedig beállított.
Versenyző, üzletember, sőt, sportmenedzsmenttel is foglalkozik: a Sportmarketing Ügynökség alapítója és tulajdonosa. 

## Versenyzőként

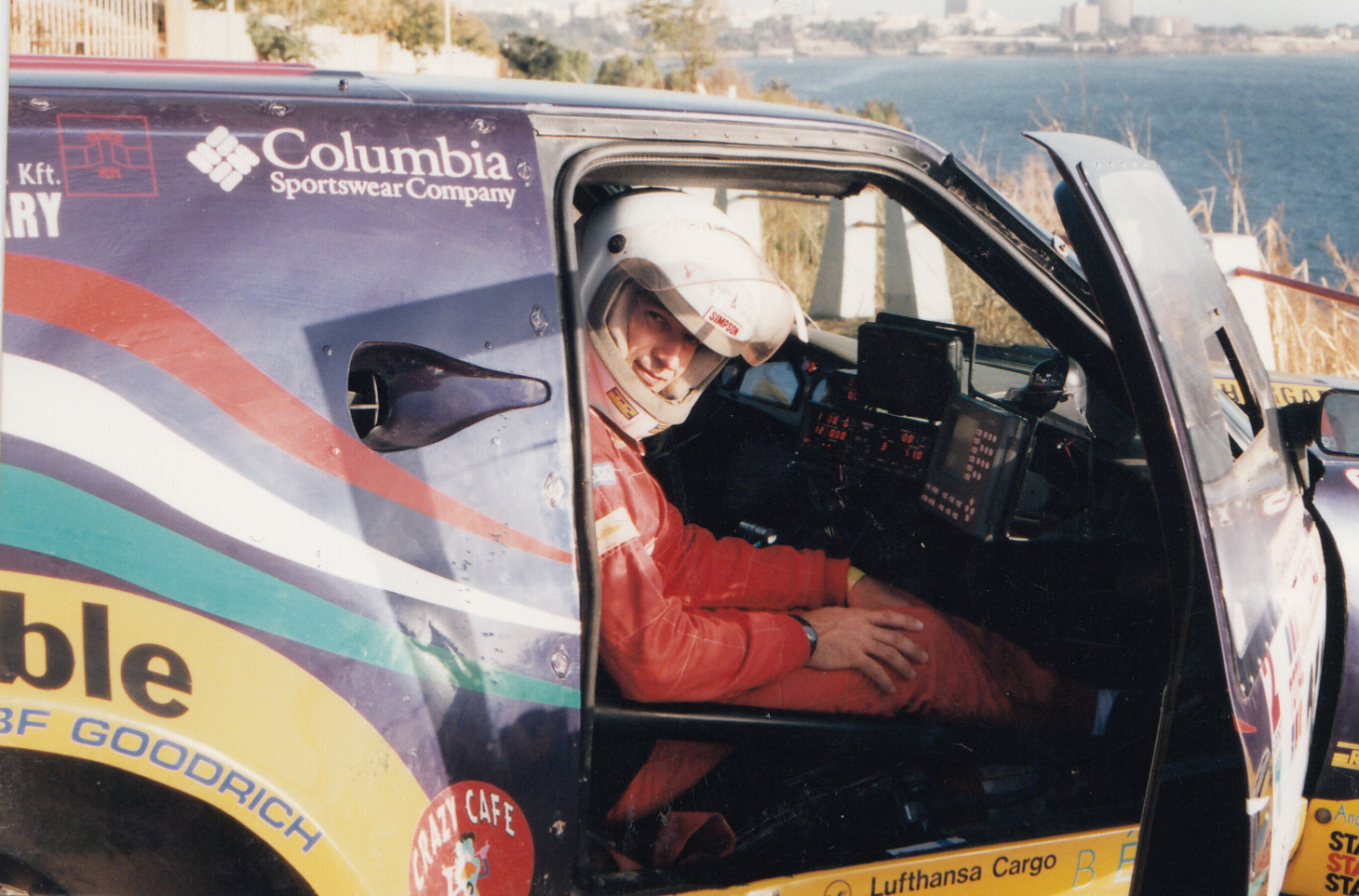
Chevrolet Blazer – Dakar-rali 1996

### A kezdet
Szalay Balázs pályafutása 1995-ben kezdődött azzal, hogy elvégezte a Road Atlanta versenyzőiskolát, majd 1996-ban barátjával, Frank Pappal nekivágtak a sivatagnak egy Chevrolet volánja mögött. A verseny hatodik napjáig jutottak ahol technikai hiba miatt fel kellett adniuk a küzdelmet. Szalay Balázs volt az első magyar – még ezzel az eredménnyel is – aki a Dakaron a 6. napig eljutott. Nem csupán a sivatagi autózást kellett tanulgatniuk, hanem azt is, hogyan kell viselkedni, létezni Afrikában. A saját építésű versenyautó, amelynek csomagtartója tele volt alkatrészekkel, majdnem teljesen alkalmatlan volt a terepralizásra.

### 1998
Új autóval és új navigátorral Szalay egy év kihagyás után ismét szerencsét próbált. Francia navigátorával, Curt Le Duc-kal és Chevrolet Blazer autójával sem sikerült meglátnia a célt.  Hárman utaztak el erre a versenyre, Frank Papp szerelt, Szalay Balázs és Curt LeDuck pedig felváltva vezetett – akkoriban ez még elfogadott megoldás volt a Dakar ralin, amely számukra két nappal tovább tartott, mint az előző – nyolc napig. A páros általában éjszaka, vagy hajnalban ért be a célba, s rövid pihenő után már indult is tovább. Ezúttal a nyolcadik napig jutott, mert technikai okok miatt ismét kellett feladnia a versenyt.

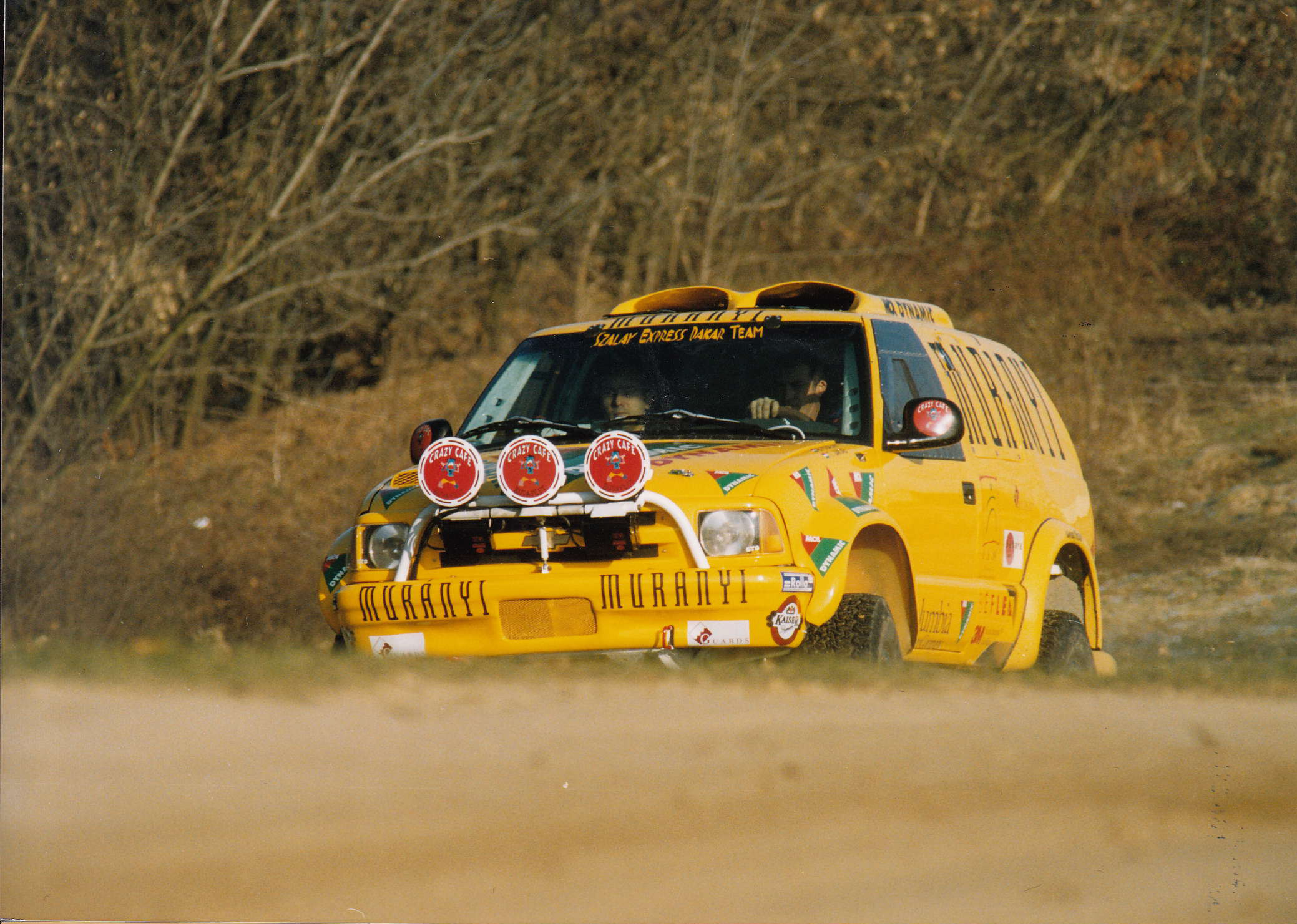
Szalay Express Dakar Team – 2000

### 2000
Sporttörténelmet írtak: első magyarként a Szalay Balázs, Jakab Tamás kettős célba ért a Kairóban véget érő Dakar ralin, méghozzá az 59. helyen. Az első, sikeresen teljesített Dakar kalandosan alakult. Az utolsó napokban már az ereje végén járt a páros – az autóról már nem is beszélve. A váltó kezdte feladni, nem volt hátramenet, egyes és kettes fokozat, úgyhogy már elrajtolni sem volt könnyű, s a majd’ 8000 végigszenvedett kilométer után a céldobogó megközelítése is akadályokba ütközött. A körülbelül harminctagú magyar szurkolócsoport tagjai már azt fontolgatták, hogy feltolják az autót a piramisokhoz (ebben az évben Kairóban ért célba a mezőny), de végül erre nem volt szükség. A páros olyan kimerült volt, hogy hirtelen örülni sem tudtak a versenyzők... Csak napok múlva fogták fel, hogy mit is értek el.

### 2002
2002-ben a pilóta saját versenyműhelyt alapított, és a televízióból jól ismert Palik Lászlóval a navigátorülésben rajthoz állt a Dakaron. A Chevrolet jónak tűnt, de sajnos a már Európában tönkrement sebességváltó helyére beszerelt tartalék alkatrész a sivatagban felmondta a szolgálatot. Így azután egy, a szabadban eltöltött éjszaka után Mauritániában kénytelenek voltak kiszállni versenyből. Még ugyanebben az évben Szalay az egyik legnagyobb nemzetközi sikerét elérve, Laklóth Aladár navigálásával megnyerte az egyiptomi Fáraó-ralit (aminek köszönhetően megkapta a Nemzetközi Automobil Szövetség prioritását). 

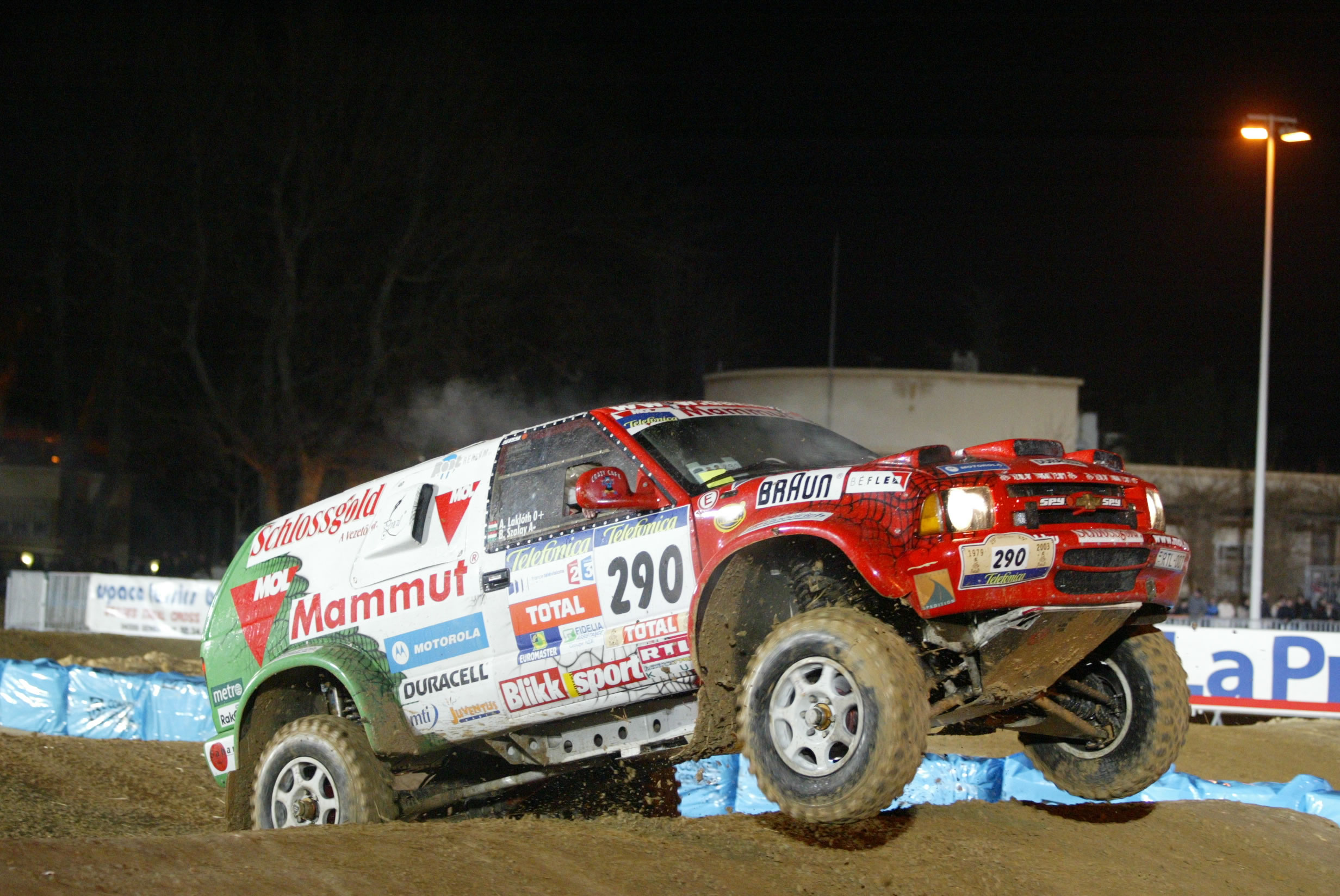
Dakar-rali 2003 a Chevrolet utolsó útja

### 2003
A Fáraó-ralin elért hatalmas siker után, Szalayék a 2003-as versenyre nagyobb fejlesztéseket hajtottak végre a versenyautón, amely minden addiginál jobbnak tűnt a rajtnál. Csakhogy a technikai sportokban sohasem mehet biztosra az ember, az otthon még tökéletesnek tűnő Chevy már a Dakar kezdetén, az európai szakaszokon sorozatos problémákkal küszködött. A Szalay, Laklóth kettős foggal-körömmel harcolt, de alighogy átért Afrikába, fel kellett adnia a versenyt.
Érdekesség, hogy ebben az évben először, már nem csak egy magyar autós páros indult a Dakaron, hanem mindjárt hat, plusz egy motoros.

### 2004
A legnehezebb Dakar. Így tudná a legfrappánsabban összefoglalni Szalay Balázs és Bunkoczi László is a 2004-es megméretést, amelyen az alvással töltött órák száma átlagosan nemigen haladta meg a négyet. Volt olyan is, hogy célba értek, megreggeliztek, és már indultak is tovább. „Az itinerbe az volt írva, nagy betűkkel, hogy: POKOL. És tényleg az volt. Nagyon sajnáltuk a Fronterát, hogy végig kellett küldenünk azon a sziklás részen, szinte nekünk is fájt minden egyes ütés, amit kapott. Egy nagyobb ugrásnál eltörött a gátló, úgyhogy meg kellett várnunk a szervizkamiont” – emlékszik Bunkoczi az első Dakarjára, amelyen először vetett be Opelt a pilóta, s amelyen azért végül sikerült leküzdeni minden akadályt. A páros az 52. helyen ért célba.

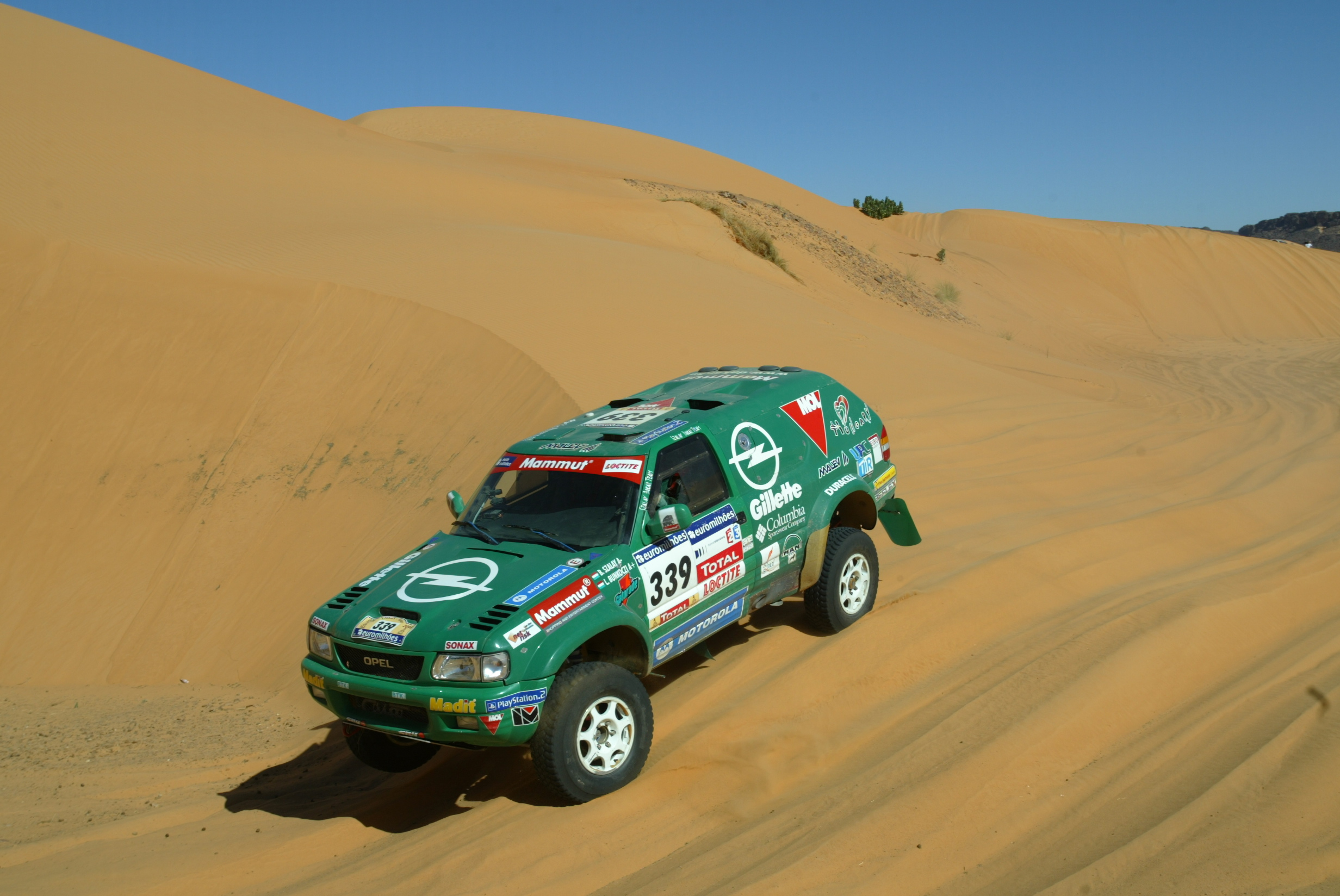
2004-2006 között zöld színekben indult az Opel Fronterával

### 2005
Nincs könnyű Dakar. De olyan van, amelyen a sivatag a szokásosnál kíméletesebben bánik az emberrel. A Szalay Balázs, Bunkoczi László kettősnek ez volt a második közös versenye, s ezen érte el azt az eredményt (a 21. helyen ért célba), amelyet aztán évekig nem sikerült megjavítani. Persze, megpróbáltatásokból így is volt bőven. „Elhordtunk egy fél homokhegyet, és ahogy ilyenkor szokás, Balázs lendületet vett, és megállt a következő dűne tetején. Én meg kihúztam a homokból a trepniket, és elkezdtem rohanni velük felfelé... Ő meg biztatott, pontosabban hajcsárkodott, hogy igyekezzek már. Mintha az olyan könnyű lenne...” – emlékezett Bunkoczi, de azért a páros együtt maradt a következő szezonban.

### 2006
„Furcsa baleset ért az egyik szakaszon: a rajt előtt három perccel azon kaptam magam, hogy venném fel a bukósisakot, de nincs sehol. Valaki elemelte a kocsiból, pedig anélkül nem lehet elrajtolni. Már csak két perc volt az indulásig, úgyhogy Laci elkezdett rohangálni sisak után – végül az egyik szervizkamion legénysége megkönyörült rajtunk, igaz, egyáltalán nem hallottuk egymást a szakaszon” – emlékezett Szalay Balázs, aki tucatnyi más kalandot is átélt ezen a viadalon, amely alaposan megtépázta a mezőnyt, de a magyar pároshoz kegyes volt. A 29. hely, és a jó részeredmények már adtak némi magabiztosságot.

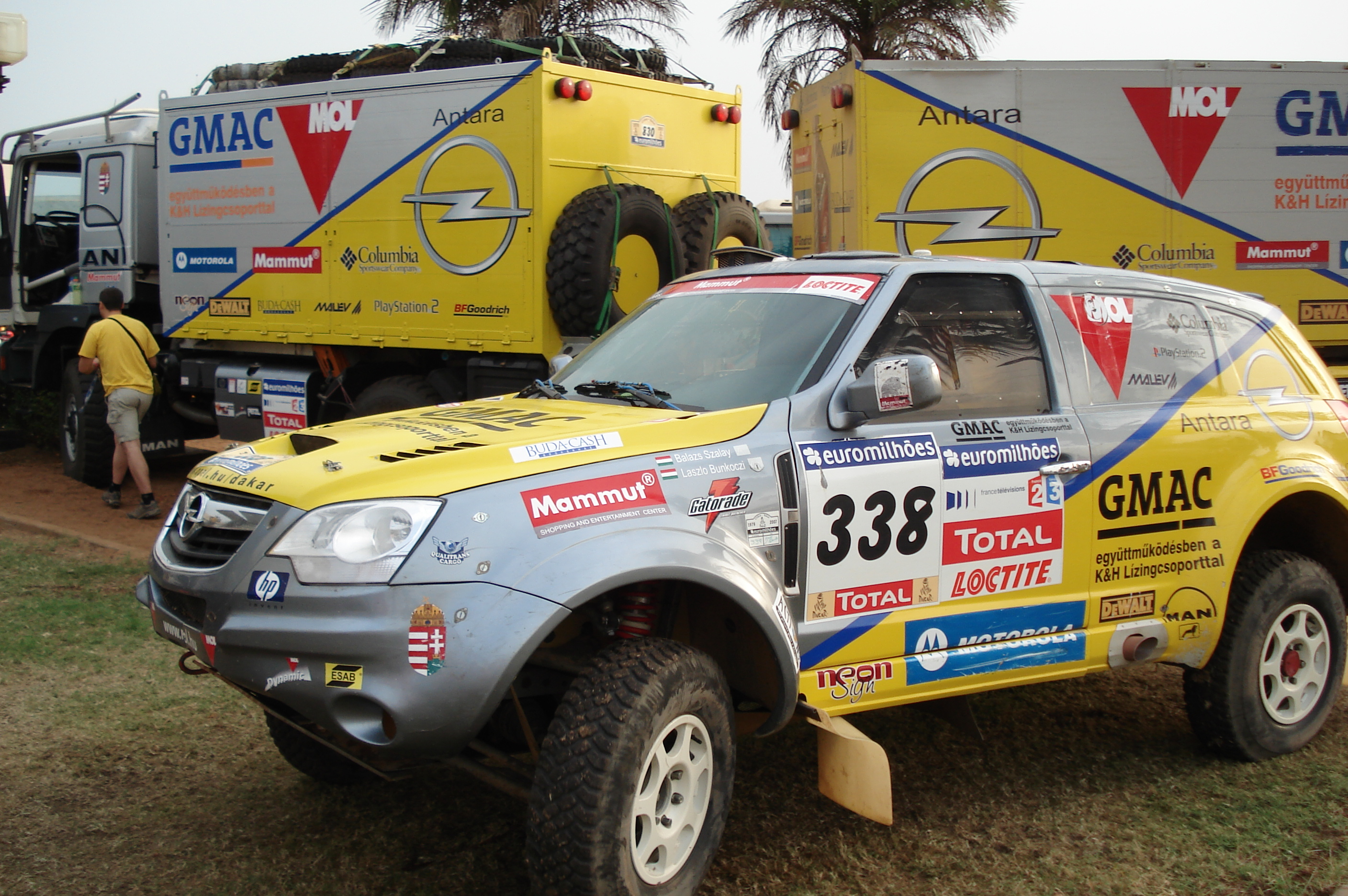
Az új Opel Antara

### 2007
A Szaharában bármi megtörténhet – a Dakaron meg pláne. Olyan azonban mégis ritkán van, hogy valaki azért ne tudjon befejezni egy szakaszt, mert kifogy az autójából az üzemanyag. Márpedig velük majdnem ez történt. Az első mauritániai szelektívet több mint 400 kilométeres közúti szakasz előzte meg, és valami gond támadt a benzinnyomással, úgyhogy mire a szelektív rajtjához értek, az üzemanyag fele elfogyott.
Az Opel Antara ötven liter helyett kilencvenet evett százon.
„A rajttól kezdve folyamatos stressz volt az életünk. Az utolsó száznegyven (!) kilométeren tízesével számoltunk vissza, a végén már egyesével.
És amikor éppen nem számoltunk, akkor a védőangyalunkhoz imádkoztunk” – mondta Bunkoczi, s az angyal végül kisegítette őket, a 35. helyen célba értek.

### 2008
Mind ott voltak Lisszabonban, zajlott az adminisztratív és technikai ellenőrzés, amikor a francia kormány kiadott egy hivatalos közleményt, amelyben felhívta az állampolgárai figyelmét, ne utazzanak Mauritániába az ott kialakult veszélyes helyzet (turisták és katonák veszítették életüket a terrortámadások során) miatt. Összeült a válságstáb, hiszen a mezőny a szünnappal együtt kilenc napot töltött volna Mauritániában.
A gépátvétel kellős közepén összehívták a mezőnyt, és terrorfenyegetettség miatt törölték a versenyt.
A versenyzők többsége nehéz helyzetbe került a döntéssel, mindenki több tízmillió forintot bukott, sokan nem is tudtak felállni ebből. Szalay és Bunkoczi évébe izgalmat hozott a Central Europe Rally, amelyet az ő csapatuk rendezett, s amelyet majdnem a teljes Dakar-mezőny részvételével tartottak meg – magyarországi központtal.

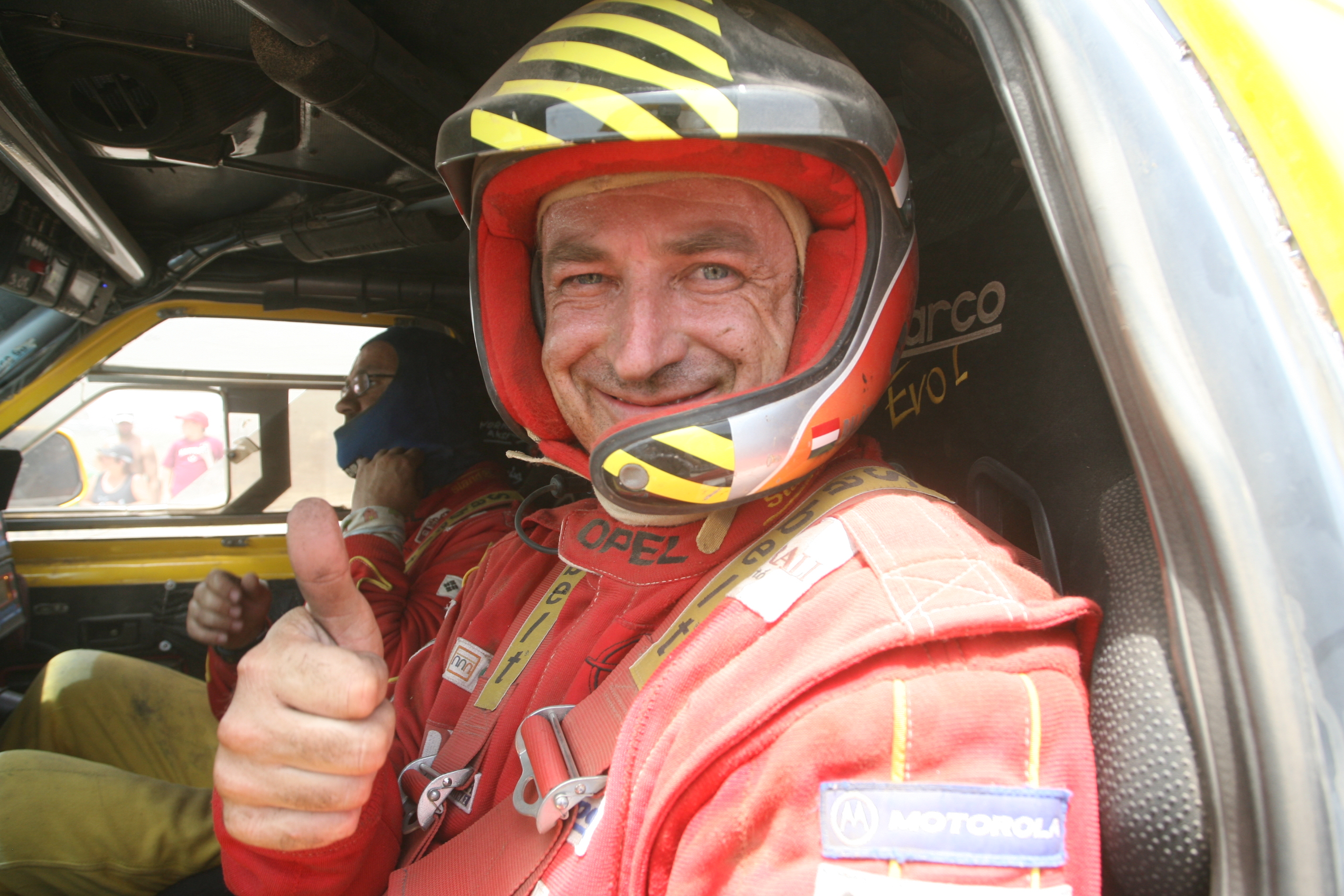
Szalay Balázs az Opel Antarában – 2009

### 2009
A Dakar-rali történetében új fejezet kezdődött: az előző évi törlés után a mezőny Dél-Amerikába költözött: a verseny Argentínában és Chilében zajlott, teljesen új körülmények között, s hatalmas érdeklődés mellett, a versenyzők minden este élő emberfalban érkeztek meg a táborban, elképesztő szeretet vette körül őket. Szalay Balázsnak ez volt a tizedik Dakarja, és a világ legszárazabb sivatagja, az Atacama nem volt "könnyű falat". Bunkoczi Lászlóval és az Opel Antarával számtalan nehézséget kellett leküzdeniük, ám végül a 22. helyen célba értek a Dakaron. Még ugyanebben az évben a páros jó néhány környező országbeli viadalon rajthoz állva elhódította a Közép-Európai Zóna Trófea bajnoki címet. 

### 2010–2011
2001 után először Szalay Balázs nem tudott rajthoz állni a Dakar-ralin, sőt, rögtön két év is kimaradt, ám ezek nem teltek eseménytelenül, sőt... Szalaynak ez volt a 15. éve, amit a versenysportban töltött el, s pályafutása során először 2010-ben Bunkoczi László navigálásával magyar bajnoki címet szerzett. Ez volt az az év, amely során amellett, hogy jó néhány világkupa-futamon is szerepelt, ismét elhódította a Közép-Európai Zóna Trófea bajnoki címét, s amelyen csapata rendszeresen négy-öt versenyzővel vett részt a magyar bajnoki futamokon. A következő évben, vagyis 2011-ben Szalaynak feltett szándéka volt, hogy megvédi a magyar bajnoki címét, ám ez végül nem sikerült. A küzdelem az utolsó métereken dőlt el, s végül 48 másodpercen múlt a címvédés: Szalayék második helyen végeztek a bajnoki pontversenyben.

### 2012
Szalay Balázs és Bunkoczi László két év kihagyás után visszatért a Dakar-rali, amely elképesztő küzdelmet hozott Dél-Amerikában. Mindenekelőtt vissza kellett rázódni, hiszen az ötven Celsius-fokot hazánkban nem lehet modellezni. A mezőny kevesebb, mint fele tudta teljesíteni a majd' 9000 kilométeres versenytávot, Szalaynak és Bunkoczinak azonban ezúttal is sikerült (a páros közös mérlege így hatból hat volt). Jó néhány technikai problémával nézett szembe a páros (a hőség miatt a motor kétszer megállt, egyszer pedig eltört a féltengely), ennek fényében az összetett huszadik hely jónak számít. Ugyanebben az esztendőben a páros megszerezte pályafutása egyik legnagyobb nemzetközi sikerét: a világsztárokkal teletűzdelt Silkway Rally-n. elképesztő hajrával a második helyen végzett. 

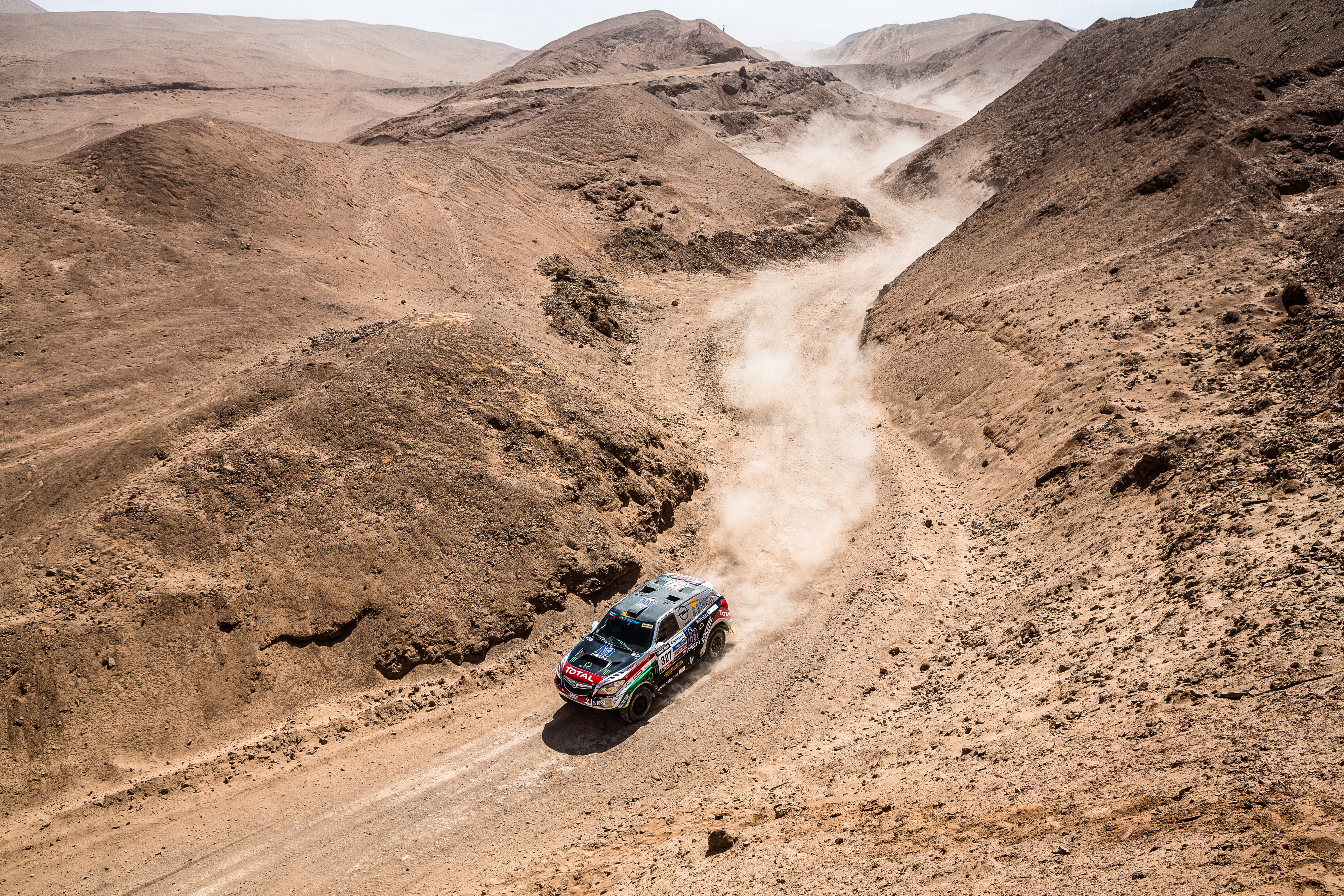
Az új Opel Mokka a 2013-as Dakaron

### 2013
„Nagy csattanás volt, Schott 121 km/órás sebességgel pont belénk szállt hátulról. A porban nem láttunk rendesen, túl gyorsan érkeztünk és nem vettünk észre egy balkanyart. Előre nem lehetett menni, mert a motorháztetőnél is magasabbak voltak a sziklák, megpróbáltam hát tolatni, de elsőre nem sikerült. Akkor érkezett meg Schott, ő sem látta meg a kanyart...” – Szalay Balázs így elevenítette fel a 2013-as Dakar legizgalmasabb kalandját, azt, hogy miként szállt beléjük nagy sebességgel egy kéttonnás versenyautó. Szerencsére nem lett nagyobb baj, a Mokkát is rendbe tudták hozni, s ők is megúszták zúzódásokkal.
A Dakart a 24. helyen fejezték be.

### 2014
Hat év szünet után tértek vissza Afrikába, és nagyon jó, hogy visszatértek. Mert bár a világ összes sivatagját szeretik, és jó volt az Atacamában, a Dakar-rali számukra mindig is Afrikához kötődik majd – az igazi Dakar a Rózsaszín-tó partján fejeződik be. Az Africa Race ugyanazt az élményt nyújtotta számukra, mint annak idején a Dakar.
„Végigjártuk a jól ismert falvakat, átszeltük a Szaharát... És az eredmények is jól alakultak – legalábbis egy ideig. A szünnapon még az összetett második helyen álltunk a kétszeres Dakar-győztes Jean-Louis Schlesser mögött. A csapat egyben volt, az autó egyben volt, csak aztán a rossz minőségű üzemanyag miatt, amit ott tankoltunk, tönkrement a motor, úgyhogy nem tudtunk befejezni néhány szakaszt, emiatt csak annak örülhettünk, hogy eljutottunk a célig, a jó eredményre nem volt esélyünk” – értékelt Szalay Balázs.

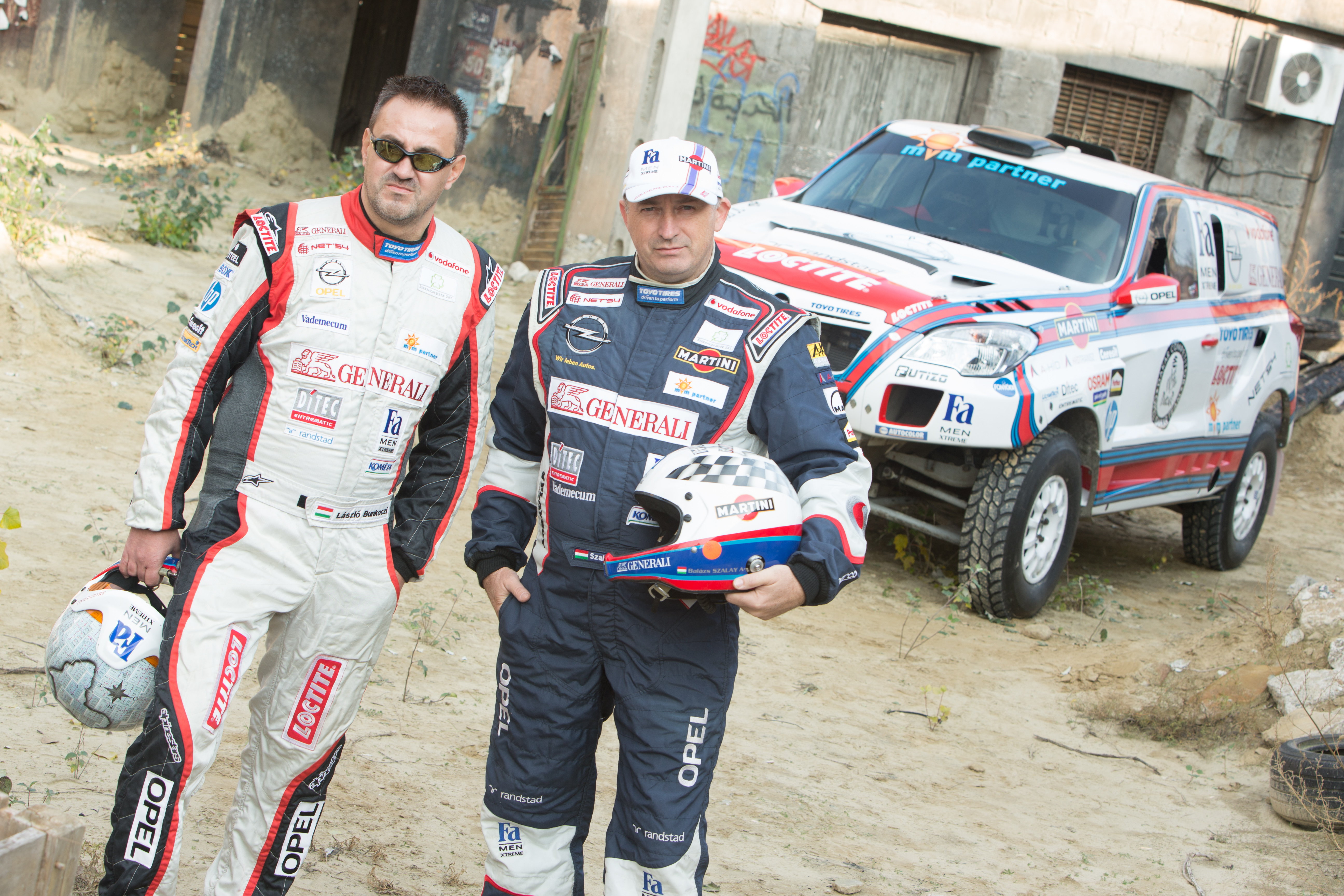
Szalay Balázs és Bunkoczi László 2015

### 2015
„Két másodpercig tartott, és minden pillanatra emlékszem. Ha rágondoltam, még hetek, hónapok múlva is összerándultam. Az első szakasz tizennegyedik kilométerénél jártunk csupán... És én próbáltam mérlegelni. Először elfordítottam a kormányt, hogy megpróbáljam bevenni a kanyart, de amikor megcsúszott az autó, úgy döntöttem, inkább megyek szemből…Végig szorítottam a kormányt, még akkor is, amikor nagy sebességről nullára lassultunk, majd borzalmasan lassan felborultunk. Gyorsan történt minden, de rögtön éreztem, hogy a kezemmel tudok szorítani, és a lábam is mozog. Ezt ellenőriztem először. Már kapcsoltam is ki magam, és megnéztük, Lacinak mozognak-e a végtagjai. Amikor láttam, hogy igen, kihúztam az autóból” – elevenítette fel a 2015-ös Africa Race legmegrázóbb pillanatait Szalay Balázs. Bunkoczi László az első szakaszon elszenvedett baleset után gerincműtéten esett át, és néhány hónapot ki kellett hagynia. 

### 2016
Szalay Balázs húsz évvel korábban arról álmodott, hogy a Rózsaszín-tó partján ünnepli a célba érkezést, Dakartól nem messze. Azóta jó néhányszor valóra váltotta ezt az álmát, mint ahogy ebben az évben, az Africa Race céldobogóján is, amelyen 13. helyen gurulhatott át az autós mezőnyben. A dobogós helyet célozták meg, ám jó néhány technikai gonddal találták szembe magukat Bunkoczi Lászlóval, s a végén már csak arra hajtottak, hogy elérjék a célt. A páros néhány hónappal később a tereprali országos bajnokság második futamán pályafutása legnagyobb bukását szenvedte el, Balázst kórházba szállították, de szerencsére nem szenvedett maradandó sérüléseket. A Silkway Rally ebben az évben a Moszkva-Peking útvonalon haladt, a mezőny majdnem tízezer kilométert teljesített, s a Szalay, Bunkoczi kettős életében először versenyzett a Góbi sivatagban. A páros a 48. helyen teljesítette a versenyt távját

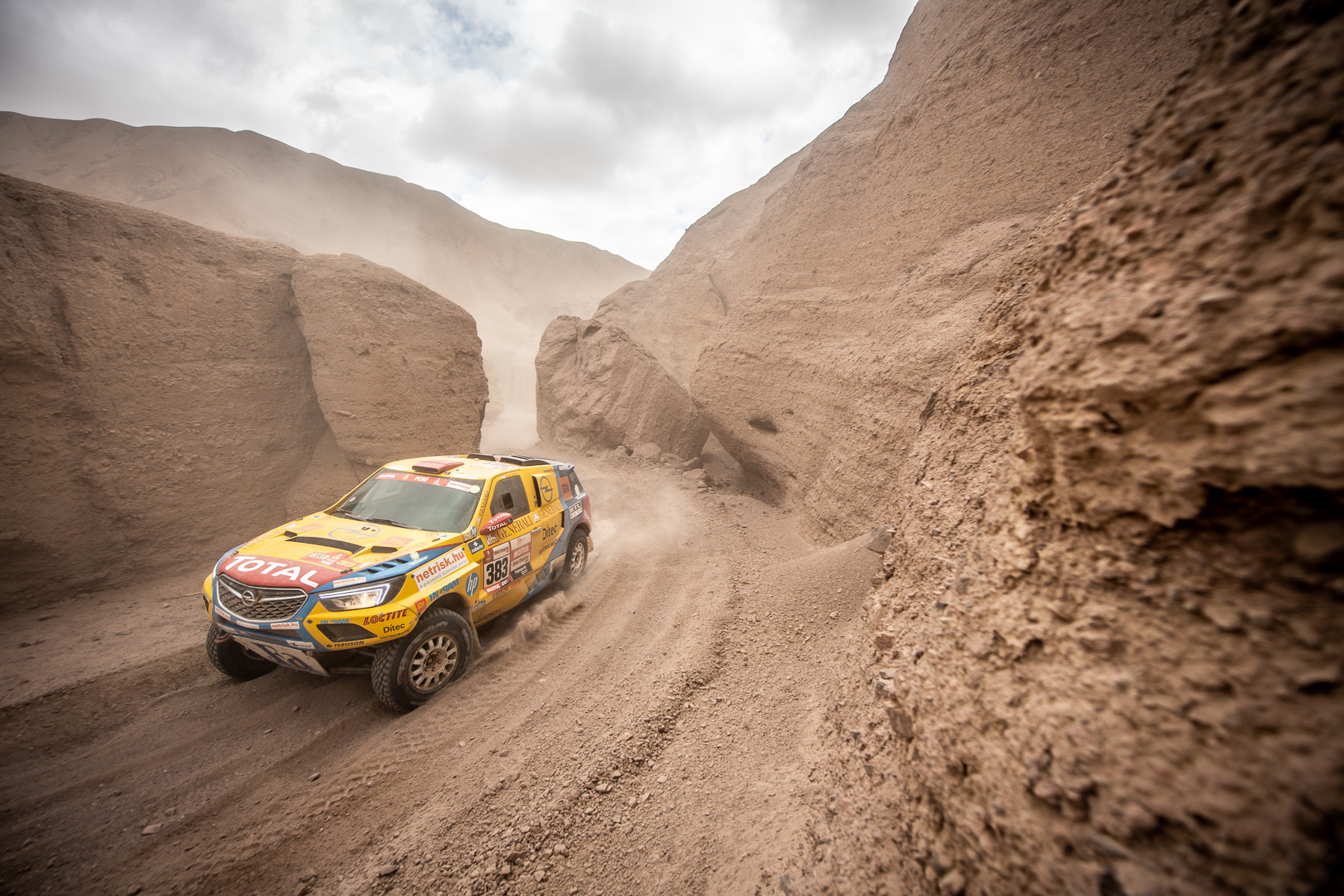
2019 Dakar-rali Peru

### 2017
"A Szahara a válasz arra, hogy miért vagyok itt. Itt mindig kemény, férfias küzdelem zajlik – most sem volt ez másként" – Szalay Balázs így foglalta össze a 2017-es Africa Race lényegét. A két hét alatt a Szalay, Bunkoczi kettős az összetett 11. helyen teljesítette a 6500 kilométeres viadal távját, a kategóriájában pedig a második helyrét kapott díjat. A mezőny a legendás Rózsaszín-tó partján ért célba. A páros ugyanebben az évben nekivágott a másik nagy "maratoninak", a Silkway Rallynak is, amely Oroszországból ismét átment Kínába, a Góbiba. A páros a háromezer éves Hszianban a 19. helyen ért célba.  

### 2018
Az Opel Dakar Team párosa öt év után tért vissza a Dakarra, amelyet a 40. alkalommal rendeztek meg. Szalay Balázs és Bunkoczi László a második szakaszon borult, ám ez nem volt ok arra, hogy feladja a versenyt, nem sokkal később azonban a technika ördöge megakadályozta őket a folytatásban. A gyerekbetegségekre egy új autó esetében fel kell készülni, de arra nem számítottak, hogy három nap alatt három önindító megy tönkre a Crossland X-ben. Ez se lett volna gond, ha az előző napi borulás miatt nem utolsó rajtolóként érkeznek meg a dűnék közé, ahová túl nagy kockázat lett volna éjszaka bemenni. A páros hetedszer indult együtt a Dakaron, és először volt kénytelen feladni a küzdelmet. Még ugyanebben az évben a páros felfedezte magának a Karakum sivatagot, hiszen rajthoz állt a Türkmenisztánban első alkalommal megrendezett nemzetközi versenyen, amelyen a remek hatodik helyet szerezte meg. 

### 2019
A Szalay Balázs, Bunkoczi László páros beállította pályafutása legjobb eredményét, és az összetett 20. helyen ért célba a Dakar-ralin. A rutinos pilóta szerint tízes skálán kilences nehézségű volt a verseny, de ha csak a dél-amerikai Dakarokat nézzük, akkor tízes. Volt benne sok vendégmarasztaló dűne, nagyon sok ásás, s persze a melegből és a mély, puha homokból adódóan sok apró és nagyobb technikai probléma. Ennek is tudható be, hogy a január 6-án elrajtoló 334 jármű közül mindössze 179 ért be a limai célba. Emiatt is remek eredmény a 20. helyezés. Ugyanebben az évben a páros újabb országot fedezett fel magának: részt vett a Jordániában megtartott világkupa futamon (Marsbéli tájon autózott), amelyen a hatodik helyet szerezte meg, s ez nyolc világkupa-pontot hozott a konyhára. 

### 2020
A Szalay Balázs, Bunkoczi László páros az a magyar páros, amely még a világjárvány kitörése előtt el tudta kezdeni a versenyszezont: a katari sivatagi világkupa-futamon állt rajthoz, amelyen nyolcadikként ért célba, és ezért négy világkupa-pont járt. A páros a T1-es kategóriában a negyedik helyet szerezte meg. 

## Versenyeredmények

Szalay Balázs és Palik László 1999-ben

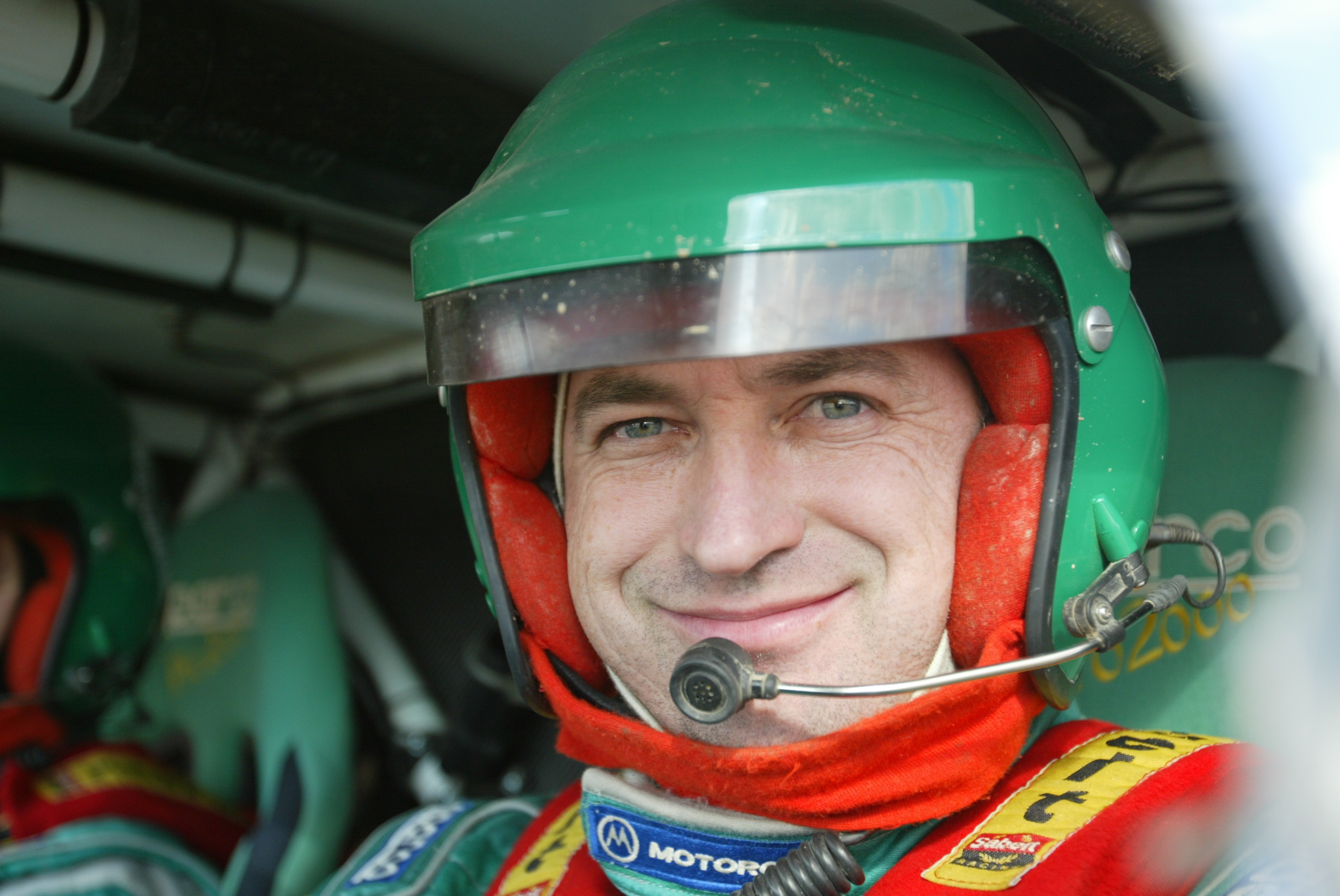
Dakar-rali 2006

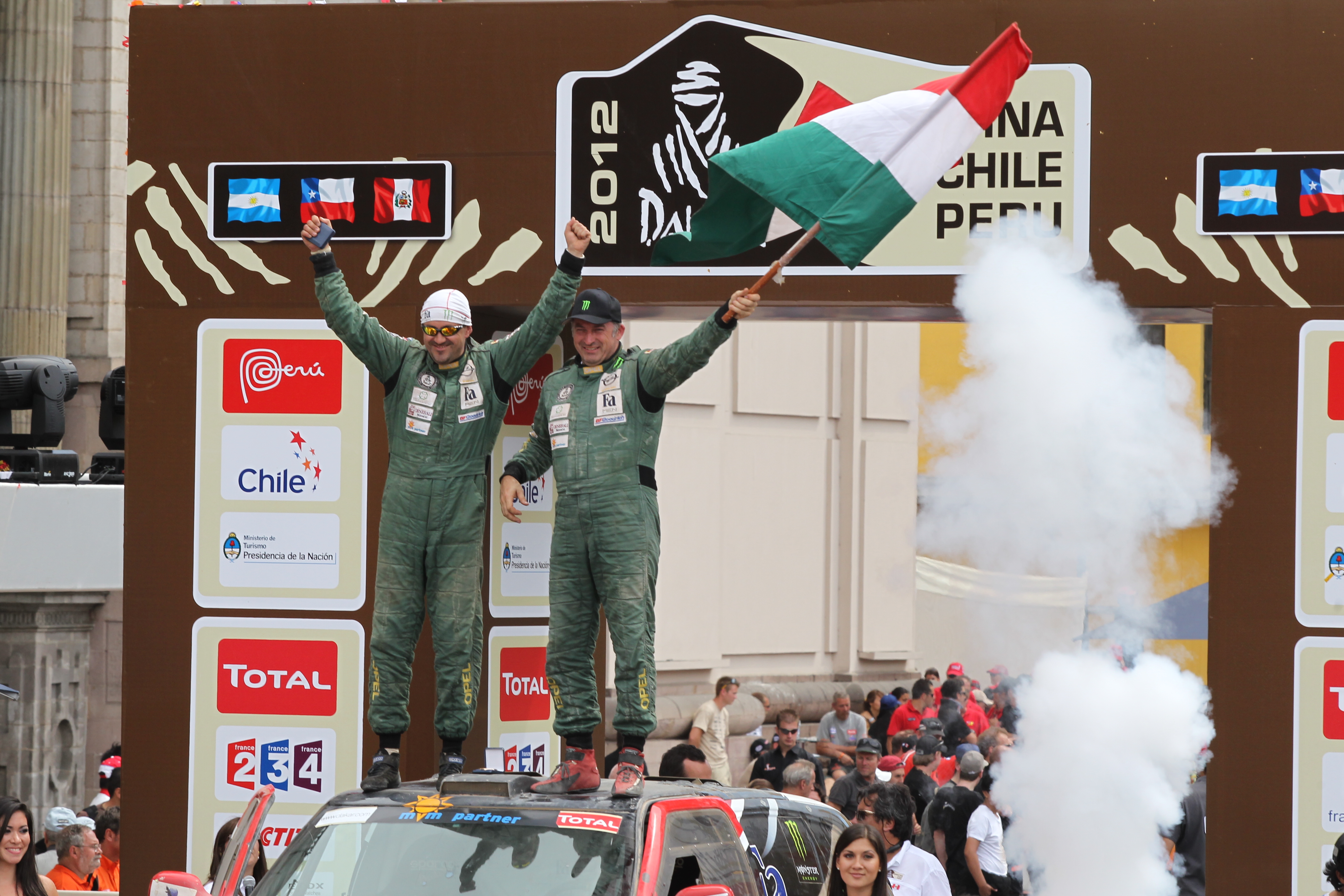
Szalay Balázs és Bunkoczi László a Dakar-rali céljában

### Dakar-ralin elért eredményei
| Év   | Autó             | Navigátor       | Helyezés |
| ---- | ---------------- | --------------- | -------- |
| 1996 | Chevrolet        | Frank Papp      | kiesett  |
| 1998 | Chevrolet        | Curt Le Duc     | kiesett  |
| 2000 | Chevrolet        | Jakab Tamás     | 59.      |
| 2002 | Chevrolet        | Palik László    | kiesett  |
| 2003 | Chevrolet        | Laklóth Aladár  | kiesett  |
| 2004 | Opel Frontera    | Bunkoczi László | 52.      |
| 2005 | Opel Frontera    | Bunkoczi László | 21.      |
| 2006 | Opel Frontera    | Bunkoczi László | 29.      |
| 2007 | Opel Antara      | Bunkoczi László | 35.      |
| 2009 | Opel Antara      | Bunkoczi László | 22.      |
| 2012 | Opel Antara      | Bunkoczi László | 20.      |
| 2013 | Opel Mokka       | Bunkoczi László | 24.      |
| 2018 | Opel Crossland X | Bunkoczi László | kiesett  |
| 2019 | Opel Grandland X | Bunkoczi László | 20.      |

### Selyemút-ralin elért eredményei
| Év   | Autó        | Navigátor       | Helyezés |
| ---- | ----------- | --------------- | -------- |
| 2012 | Opel Antara | Bunkoczi László | 2.       |
| 2013 | Opel Mokka  | Bunkoczi László | 27.      |
| 2016 | Opel Mokka  | Bunkoczi László | 48.      |

### Africa Race-en elért eredményei[4]
| Év   | Autó       | Navigátor       | Helyezés |
| ---- | ---------- | --------------- | -------- |
| 2014 | Opel Mokka | Bunkoczi László | 18.      |
| 2015 | Opel Mokka | Bunkoczi László | kiesett  |
| 2016 | Opel Mokka | Bunkoczi László | 13.      |
| 2017 | Opel Mokka | Bunkoczi László | 11.      |

## Sportvezetőként
2011 októberében kinevezték a Hungaroring Sport Zrt. üzletfejlesztési igazgatójának.
2016-ban megalapítja a Sportmarketing Ügynökséget, amely sportrendezvények szervezéssel, sportolók menedzselésével foglalkozik.
2018 márciusában 3 évre megválasztották a Magyar Szörf Szövetség elnökévé.

## Könyvei
- Dakar Rally magyar szemmel. Szalay Balázs naplója az elmúlt évek afrikai kalandjairól; Első Sportmenedzser Iroda Bp., Kft., 2005

## Külső hivatkozások
- Szalay Balázs honlapja